# 千葉県立市原特別支援学校
千葉県立市原特別支援学校（ちばけんりつ いちはらとくべつしえんがっこう）は、千葉県市原市能満にある公立特別支援学校。知的障害者を教育対象とする。

## 沿革
- 1981年（昭和56年）4月1日 - 千葉県立市原養護学校として開校
- 2007年（平成19年）4月1日 - 学校名を現校名に変更
- 2010年（平成22年）4月1日 - 千葉県立鶴舞桜が丘高等学校グリーンキャンパス内につるまい風の丘分校を設置。

## 学部
本校
- 小学部
- 中学部
- 高等部

つるまい風の丘分校
- 高等部職業科
  - 園芸技術科
  - 流通サービス科

## アクセス
本校
- JR五井駅からバス「山倉こどもの国行き」（小湊バス）に乗車、「市原特別支援学校前」で下車。
- JR八幡宿駅からバス「山倉こどもの国行き」（小湊バス）に乗車、「市原特別支援学校前」で下車。

つるまい風の丘分校
- 小湊鉄道上総川間駅下車、徒歩15分。
- 小湊鉄道上総牛久駅下車、徒歩25分。